# جيمس هوارد بولك جونيور
جيمس هوارد بولك جونيور (بالإنجليزية: James Howard Pollak Jr.) هو منافس ألعاب قوى أمريكي، ولد في 1963 في سانت لويس في الولايات المتحدة.

## وصلات خارجية
- جيمس هوارد بولك جونيور على موقع أرشيف الدراجات (الإنجليزية)
- جيمس هوارد بولك جونيور على موقع أوليمبيديا (الإنجليزية)